# Jake Ilnicki
Jake Ilnicki (ur. 24 lutego 1992 w Williams Lake) – kanadyjski rugbysta grający na pozycji filara młyna, reprezentant kraju, dwukrotny uczestnik pucharu świata.

## Kariera klubowa
W prowincjonalnych rozgrywkach British Columbia Rugby Union przez trzy lata reprezentował zespół University of Victoria Vikes, zaś od 2014 roku klub Castaway Wanderers. Grał także dla Vancouver Island oraz regionalnego zespołu BC Bears.
W 2011 roku na zaproszenie klubu College Rifles wyjechał do Nowej Zelandii, gdzie występował w zespole U-19, z którym bez porażki zdobył mistrzostwo Auckland. W jego barwach występował w seniorskim zespole w roku 2013, a dodatkowo został powołany wówczas do drużyny U-21 regionu Auckland.
Na początku września 2014 roku dołączył do występującego w australijskich rozgrywkach National Rugby Championship zespołu NSW Country Eagles, dla którego rozegrał w tym sezonie sześć spotkań, w jednym meczu pojawił się także rok później. W 2015 roku – opuściwszy kanadyjskie rozgrywki CRC – występował także w rozgrywkach Shute Shield w zespole Easts.

## Kariera reprezentacyjna
Objęty był regionalnym stypendium. Prowincję reprezentował w kategoriach U-16 i U-18, zaś z kanadyjskim zespołem U-17 występował w 2009 roku w Millfield International Tournament. Został kapitanem kadry U-20 na Junior World Rugby Trophy 2012, a jego zespół zakończył turniej na piątej lokacie.
Rok później, po powrocie z Nowej Zelandii, otrzymał powołanie do seniorskiej kadry A i wziął udział we wszystkich trzech spotkaniach Americas Rugby Championship 2013. W pierwszej reprezentacji zadebiutował na początku listopada 2013 roku z ławki rezerwowych w meczu z New Zealand Māori, a w tym miesiącu na boisku w meczach kadry pojawił się jeszcze dwukrotnie. W roku następnym wystąpił w trzech czerwcowych spotkaniach – ze Szkocją oraz w obu meczach Pucharu Narodów Pacyfiku 2014 – w ostatnim z nich zaliczając pierwszy występ w podstawowym składzie.
W marcu 2015 roku wziął udział w trzech z czterech meczów zakończonej na trzecim miejscu kampanii kadry A w World Rugby Pacific Challenge 2015, zaś w sierpniu – już z pierwszym zespołem – w ostatnim meczu Pucharu Narodów Pacyfiku 2015. Początkowo nie znalazł się w gronie trzydziestu jeden zawodników wybranych przez Kierana Crowleya na Puchar Świata w Rugby 2015, uczestniczył jednak w meczach przygotowawczych, a drogę do składu utorowała mu odniesiona jeszcze przed turniejem kontuzja Jasona Marshalla. Kanadyjczycy w zawodach odnieśli cztery porażki, a Ilnicki wystąpił w jednym z meczów.